# ستاخووو (شهرستان پیاسچنو)
ستاخووو (به لهستانی:  Stachowo) یک روستا در لهستان است که در گمینا لشنووولا واقع شده‌است. ستاخووو ۹۳ نفر جمعیت دارد.